# Ziegra-Knobelsdorf
 Ziegra-Knobelsdorf es un pequeño municipio del Distrito de Sajonia Central de Sajonia, Alemania. Con una población de 2354 habitantes.
El municipio se sitúa a 5 kilómetros hacia el sudoeste de la capital, Döbeln. La mitad del área local se encuentra dentro del paraje natural de Zschopautal.
- Datos: Q71072
- Multimedia: Ziegra-Knobelsdorf / Q71072

1. ↑  Worldpostalcodes.org, código postal n.º 04720.